# Ayenia acalyphifolia
Ayenia acalyphifolia är en malvaväxtart som beskrevs av August Heinrich Rudolf Grisebach. Ayenia acalyphifolia ingår i släktet Ayenia och familjen malvaväxter. Inga underarter finns listade i Catalogue of Life.